# 離開尼厄嫩教堂的信眾
《離開尼厄嫩教堂的信眾》是荷蘭後印象派畫家文森·梵谷的早期畫作，繪於1884年，改作於1885年。
這幅畫繪於荷蘭北布拉邦省一個名為尼厄嫩的小村莊，位於恩荷芬的東北邊。1882年，梵谷的父親成為當地荷蘭歸正會教堂的牧師。1883年12月，梵谷與父母同住在牧師宅邸，直到1885年5月。梵谷在這段時期畫了許多描繪當地風景的畫作，包括〈吃馬鈴薯的人〉等。
《離開尼厄嫩教堂的信眾》畫布長寬為41.5公分乘32公分，作於1884年1月或2月。當時，梵谷的母親腿部受傷，終日困於家中；梵谷為了無法自由行動的母親，而畫下其父管理的小教堂、花園與枯樹景色。這幅畫梵谷根據以前的草稿發展完成，畫裡的教堂前原本還有一個持圓鍬的農民；但在大約1885年時被改成一群會眾，枯樹上也多了樹葉。這群會眾穿著喪服，梵谷藉此描繪其父之死：梵谷的牧師父親於1885年3月過世。
在1928年雅各布·巴特·德·拉法耶的《梵谷作品集》（The Works of Vincent van Gogh）中，〈離開尼厄嫩教堂的信眾〉編號為「F25」；而在1978年扬·许尔斯克的《梵谷總集》（The Complete Van Gogh）中，則編為「JH521」。
《離開尼厄嫩教堂的信眾》原由位於荷蘭阿姆斯特丹的梵谷博物館收藏，卻在2002年12月7日與梵谷另一幅早期畫作〈席凡寧根的海景〉一同遭竊；直到13年後，2016年1月，才由義大利財政衛隊在距離義大利南部大城那不勒斯20公里處的斯塔比亞海堡發現。不過，畫作失而復返的消息，直到同年9月才公布。畫作並於2017年3月重回梵谷博物館。

## 延伸閱讀
- Congregation Leaving the Reformed Church in Nuenen （页面存档备份，存于）, Van Gogh Museum
- Van Gogh and the Art of Living: The Gospel According to Vincent van Gogh （页面存档备份，存于）, Anton Wessels, p. 112
- Stolen Van Goghs back on display after years in criminal underworld （页面存档备份，存于）, BBC News, 21 March 2017